# Maurice Caillet (bibliothécaire)
Pour les articles homonymes, voir Maurice Caillet et Caillet.
Maurice Caillet est un bibliothécaire français, né le 9 novembre 1910 à Carpentras (Vaucluse) et décédé le 3 janvier 2008 à Paris 16e.

## Carrière

### Jeunesse
Maurice Caillet naît à Carpentras le 9 novembre 1910. Son père, Robert Caillet, est docteur en droit et avocat dans cette ville. Il passe l'examen professionnel des bibliothécaires et est nommé en 1923 à la direction de la bibliothèque Inguimbertine, des archives et musées de Carpentras.
Il intègre ensuite  l'École nationale des chartes où il soutient en 1935 une thèse intitulée « Les évêques et le diocèse de Carpentras au XIIIe siècle » et obtient le diplôme d'archiviste paléographe, classé 12e sur 16.
En attendant une affectation, il occupe plusieurs emplois ponctuels : intérim à la bibliothèque municipale classée de Valenciennes, inventaire des archives municipales anciennes de Vaison-la-Romaine, aménagement du musée archéologique et lapidaire de Carpentras dans l’ancienne chapelle de la Visitation. Ces expériences diverses contribuent à élargir son horizon et il s’est toujours réjoui de cet enrichissement qu’il qualifiait lui-même de « vagabondage professionnel ».

### Directeur de bibliothèques municipales
En 1937, Maurice Caillet est nommé à Valence, en qualité de conservateur de la bibliothèque, du musée et des archives de la ville. La bibliothèque n'est pas encore classée (elle l'est en 1945), son important fonds ancien est situé à l'étroit dans des locaux inadaptés tandis que la lecture publique en est encore à ses balbutiements. Il s'emploie donc à chacun des chantiers : il obtient le départ des archives municipales afin de créer une véritable bibliothèque d'étude et inaugure en 1949 des locaux réservés à la lecture publique (avec une bibliothèque pour enfants). Ses fonctions sont complétées, au lendemain de la Libération, par la direction de la bibliothèque départementale qui venait d’être créée dans la Drôme.
En 1949, Maurice Caillet prend la direction de la bibliothèque municipale de Toulouse, couplée à celle de la bibliothèque centrale de prêt, créée en 1946. Il doit réaménager les locaux, pourtant récents (1935) mais conçus uniquement comme bibliothèque d'étude, afin de créer des salles de lecture publique avec possibilité de prêt, une bibliothèque pour enfants, une salle des périodiques, une bibliothèque pour aveugles et une salle d'exposition. Au-delà de la "centrale", il crée des annexes (1959) et organise des tournées de bibliobus (1960). Il ne délaisse pas pour autant le fonds ancien, dont il poursuit le catalogage et qu'il dote d'un atelier de restauration. À Toulouse, grâce à lui, la bibliothèque prit une part active à la vie intellectuelle. Par-delà les barrières administratives et les susceptibilités personnelles, il établit une étroite coopération avec les autres institutions culturelles, dans un climat d’entente qu’il parvint à instaurer de manière pérenne. Symbole de cette intégration à la vie locale, il est élu mainteneur de l'Académie des jeux floraux en 1958.

### Inspecteur général des bibliothèques
En 1963, il est promu inspecteur général des bibliothèques. La tâche est lourde car l'inspection ne compte que quatre membres (trois avant 1969) alors que l'époque est celle d'une part des grands programmes universitaires destinés à accompagner la massification des études supérieures, d'autre part d'une volonté politique de développer la lecture publique, avec doublement de la surface des bibliothèques municipales en dix ans et affirmation des villes comme acteurs culturels.
En 1979, le directeur du livre et de la lecture lui confie une mission d’évaluation de l’état des fonds de la Bibliothèque nationale. Le document qu’il produit, passé depuis à la postérité sous le nom de « rapport Caillet », marque le début d’une prise de conscience de l’état de dégradation et de la fragilité de ce type de patrimoine. Maurice Caillet est ensuite nommé vice-président de la Commission Desgraves (1981-1982), qui constitue elle aussi une étape importante dans la prise en compte du patrimoine écrit.